# سیکلید پشت‌آتشی
سیکلید پشت‌آتشی (نام علمی: Haplochromis nyererei)، گونه ای از سیچلایدهای بومی دریاچه ویکتوریا در آفریقا است. طول این گونه می‌تواند به ۷٫۷ سانتیمتر (۳٫۰ اینچ) SL برسد. این گونه به افتخار جولیوس نیره (۱۹۲۲–۱۹۹۹) که از سال ۱۹۶۱ تا ۱۹۸۵ رئیس‌جمهور تانزانیا بود، نام‌گذاری شده است.
ماده‌های گونه Haplochromis نرهای این گونه را ترجیح می‌دهند که در مقایسه با Haplochromisهای نر کدر، رنگین‌تر و درخشان‌تر هستند.